# 곽 (중국 성씨)

곽(郭[guō] , 霍[huò])은 중국의 성씨이다.

## 郭
곽(郭, Guo or Kuo)씨는 중국의 성씨 인구 16위이다.
- 하나라 우왕의 자손이 성으로 하였다.
- 중국에는 곽(郭)이라는 지명이 여러 있어 지명을 성으로 삼았다.
- 정나라 정 무공이 곽씨가 되었다. 곽목(郭穆)은 주나라의 대부이다.
- 후량 (오대)에 튀르크족이 곽씨로 창성했다.
- 후주의 개국자 곽휘도 개성한 인물이라고 한다.
- 고대부터 곽국(郭国) 유민들이 사용한 성씨다.
- 6세기에는 강성 제나라가 곽국(郭国)을 점령하였다. 그 공족들은 지명을 성으로 창성하였다.
- 곽(郭)씨에는 무슬림 계통이 있다.

## 霍
곽(霍 [huò])씨는 주나라 희성이다. 인물로는 전한 장군 곽거병, 관료 곽광이 있다.

## 같이 보기
- 곽 (성씨)